# Harro Schulze-Boysen
Heinz Harro Max Wilhelm Georg Schulze-Boysen (Kiel, 2 settembre 1909 – Berlino, 22 dicembre 1942) è stato un antifascista e ufficiale tedesco, organizzatore di un gruppo di resistenza tedesca, giustiziato dai nazisti.

## Biografia

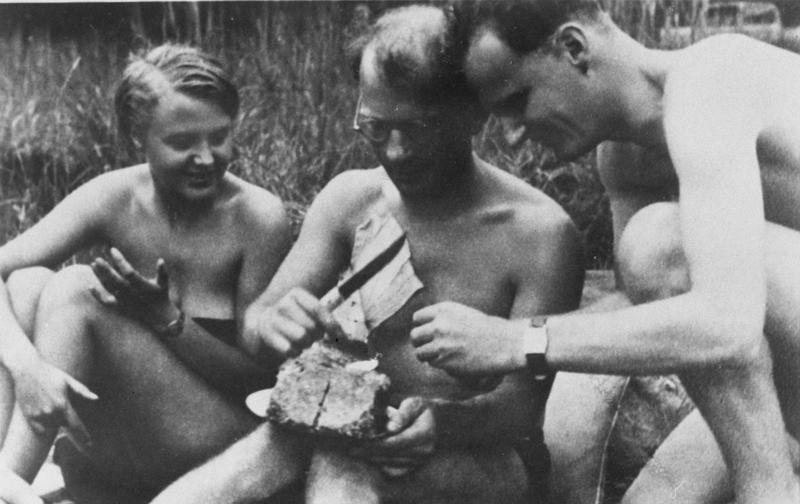
Harro Schulze-Boysen (a destra) con l'attrice Martha Husemann e il commediografo Günther Weisenborn

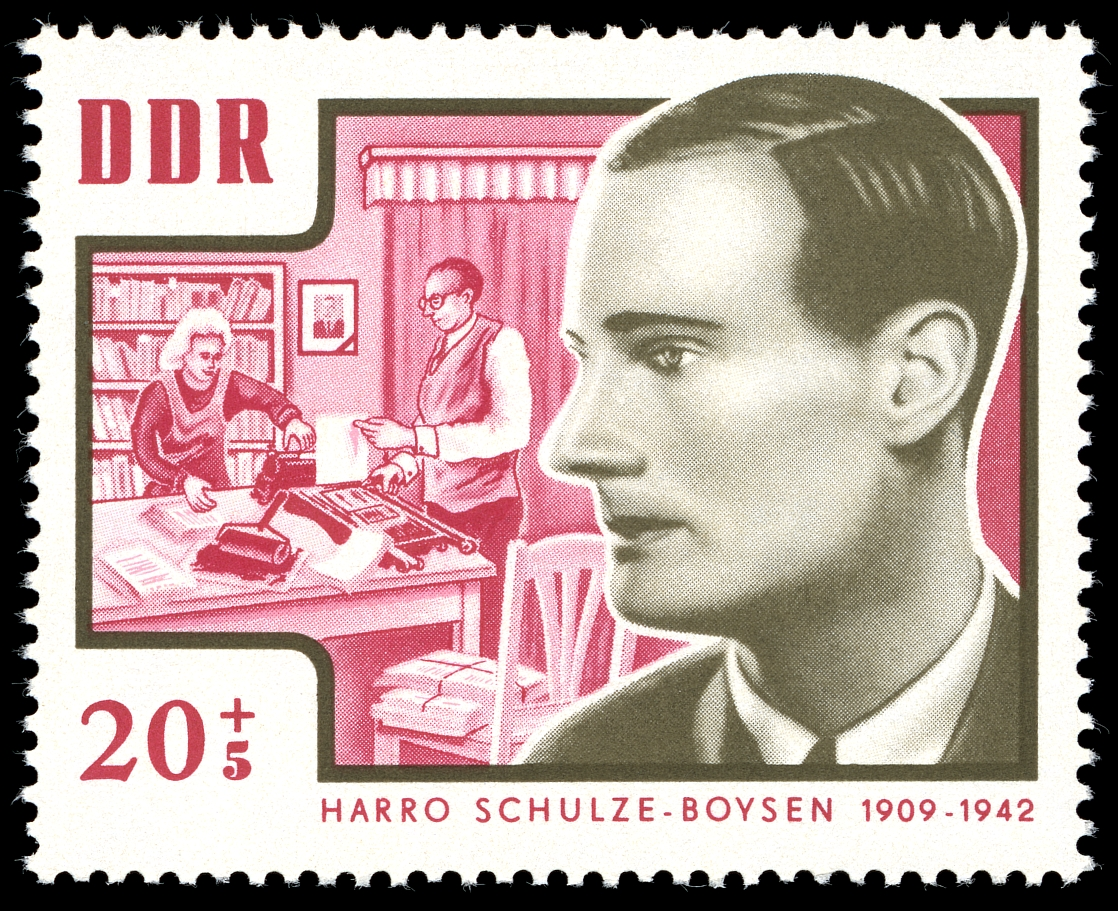
Francobollo commemorativo per Harro Schulze-Boysen

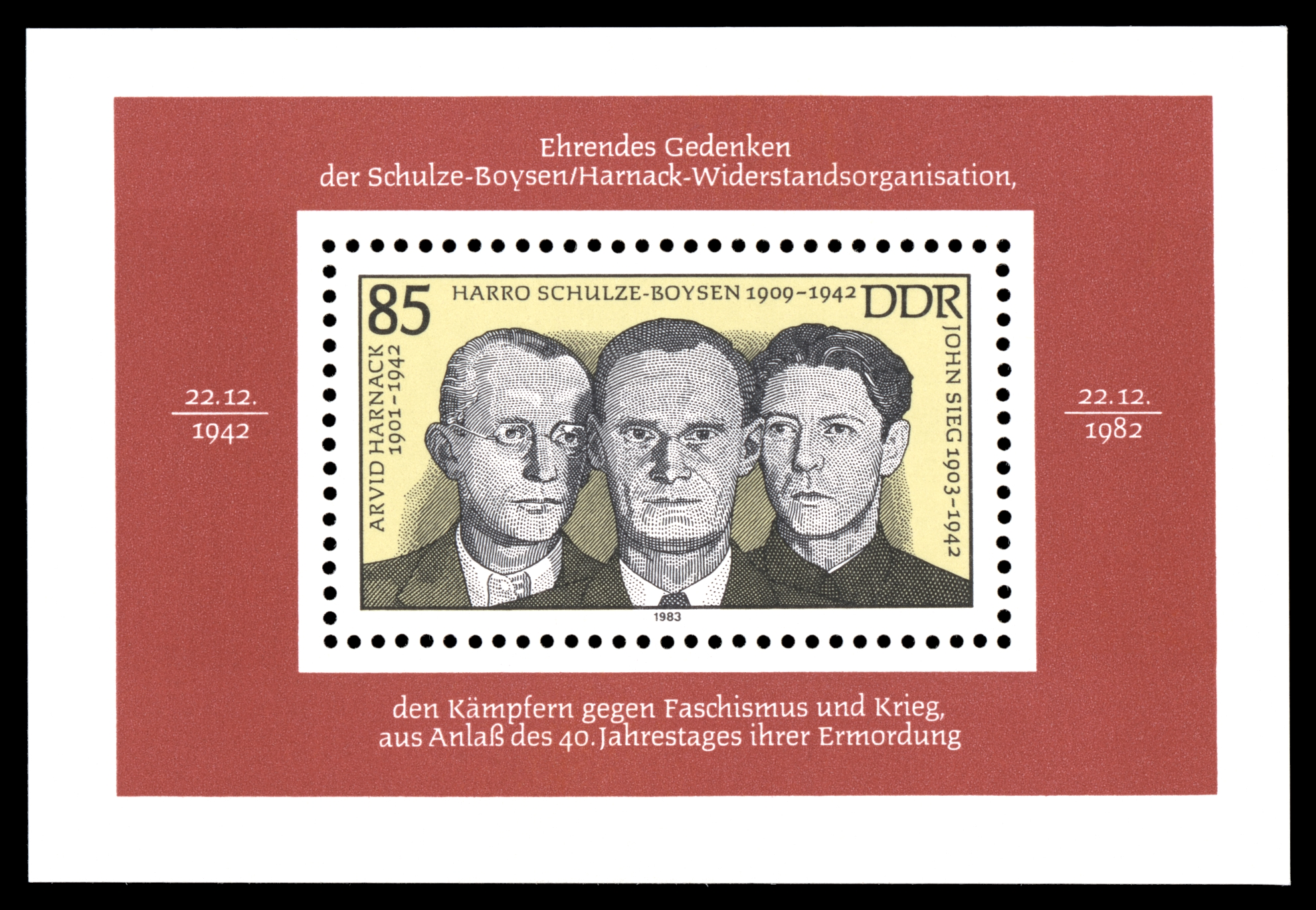
Francobollo commemorativo per Arvid Harnack, Harro Schulze-Boysen e John Sieg

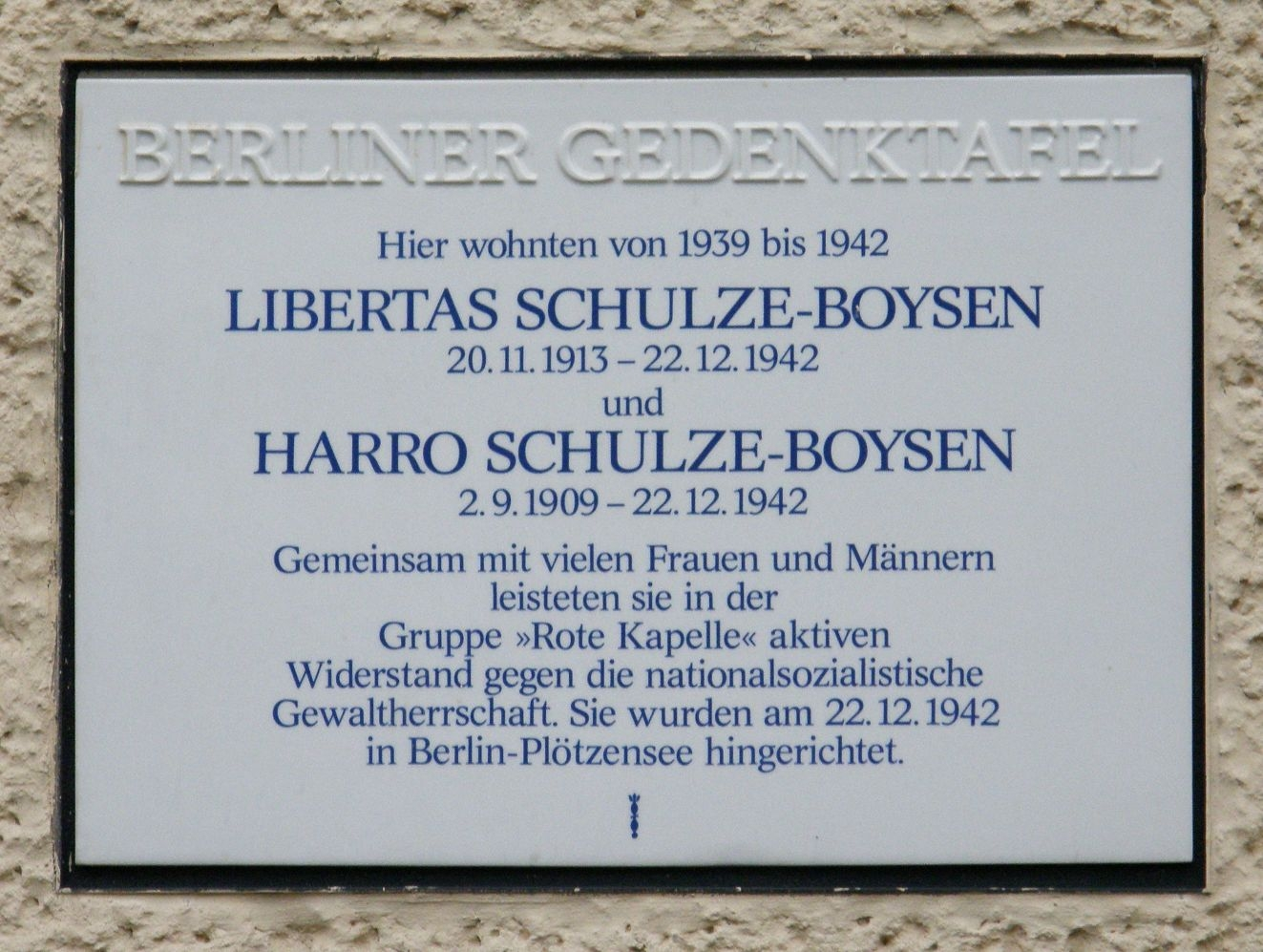
Targa commemorativo per Libertas e Harro Schulze-Boysen

### Giovinezza
Schulze-Boysen apparteneva a una famiglia con tradizioni militari. Era figlio di Erich Edgar Schulze, un ufficiale di marina decorato al valore, e di Marie Luise Boysen. Aveva una sorella, Helga (nata nel 1910) e un fratello, Hartmut (nato nel 1922). Harro contava tra i suoi parenti anche il Großadmiral Alfred von Tirpitz, da parte di padre, e il sociologo Ferdinand Tönnies da parte di madre.
Trascorse la giovinezza a Duisburg. Nel 1923, all'età di 14 anni, fu testimone dell'occupazione della Ruhr da parte delle truppe francesi e belghe; prese parte alle proteste contro le truppe di occupazione e fu arrestato dai francesi.

### Attività politica
Nel 1928, all'epoca della Repubblica di Weimar, entrò a far parte dell'Orden Jungdeutscher (Ordine della Giovane Germania), un'organizzazione giovanile nazionalista, e della Studentenverbindung (Corporazione studentesca) Albingia. Studiò giurisprudenza all'Università di Friburgo in Brisgovia (1928-29) e alla università di Berlino (1929-31), senza giungere tuttavia alla laurea. Ha vissuto per lunghi periodi all'estero (Svezia, Gran Bretagna, Francia) ampliando così i propri orizzonti culturali. Nel 1930 aderì al Reichsvereinigung Volksnationale (Unione Imperiale Nazionalpopolare), un circolo culturale nazionalista. Nel 1931 iniziò a collaborare con Plans, una rivista di economia francese che sosteneva la necessità di istituire un sistema economico comune europeo. Lo stesso anno iniziò la collaborazione con Der Gegner, una rivista della sinistra liberale fondata da Franz Jung sul modello di Plans. Nonostante la collaborazione con giornali e politici della sinistra liberale, continuò a mantenere i contatti con i circoli nazionalisti.
Nel 1932 organizzò il congresso Treffen revolutionären der Jugend Europas (Meeting della Gioventù rivoluzionaria d'Europa) a cui intervennero oltre un centinaio di partecipanti. Nel suo intervento auspicò l'abolizione del sistema capitalistico e la cessazione dei diktat sottoscritti col trattato di Versailles. Nell'aprile 1933 gli uffici di Der Gegner vennero distrutti da una squadra delle camicie brune: Schulze-Boysen venne malmenato e imprigionato; venne liberato per l'intervento dei genitori. Nel maggio 1933 iniziò i corsi di formazione per pilota militare a Warnemünde e dal 1934 lavorò nel reparto comunicazioni del Ministero dei Trasporti aerei (Reichsluftfahrtministerium) a Berlino.

### Resistenza
A partire dal 1935 cominciò a raccogliere attorno a sé antifascisti di sinistra, fra i quali era possibile incontrare artisti, pacifisti e comunisti. Venne costituito un circolo di resistenza al nazismo dedito alla pubblicazione di scritti antifascisti. Nel 1936, sposò Libertas Haas-Heye, press agent della Metro-Goldwyn-Mayer che verosimilmente venne accolta nel circolo antifascista. Nel 1936 Schulze-Boysen entrò in contatto con Arvid Harnack e la sua cerchia e con i comunisti Hilde e Hans Coppi. Da questi incontri nacque quello che la Gestapo avrebbe chiamato die Rote Kapelle (Orchestra Rossa). L'attività principale del gruppo era dedicata alla scrittura di brevi documenti che venivano distribuiti sotto forma di volantini e cercavano di suscitare la disobbedienza civile nella popolazione tedesca e di innervosire le autorità governative, o a prestare aiuto materiale agli oppositori e ai perseguitati dal regime. Venivano fornite informazioni di natura politica ed economica a paesi in guerra con la Germania nazista, soprattutto agli Stati Uniti, attraverso l'addetto economico dell'ambasciata americana a Berlino Donald Heath. Dopo l'operazione Barbarossa si tentò di fornire per radio anche informazioni di tipo militare a Mosca. Come tenente colonnello della Luftwaffe Schulze-Boysen aveva accesso anche a informazioni militari segrete.

### Arresto, condanna a morte ed esecuzione della sentenza
Nel luglio del 1942, il dipartimento di decrittazione dell'Oberkommando des Heeres (comando supremo dell'esercito) riuscì a decodificare un messaggio dei sovietici in cui si accennava al gruppo. La Gestapo accomunò il gruppo di resistenza berlinese a quello spionistico di Leopold Trepper (battezzato dalla Gestapo "Rote Kapelle", Orchestra Rossa). Harro Schulze-Boysen e sua moglie Libertas furono arrestati il 30 agosto 1942, condannati a morte il 19 dicembre 1942 dalla corte marziale del Terzo Reich. La sentenza fu eseguita tre giorni dopo nel carcere Plötzensee di Berlino.